# 에릭 포먼

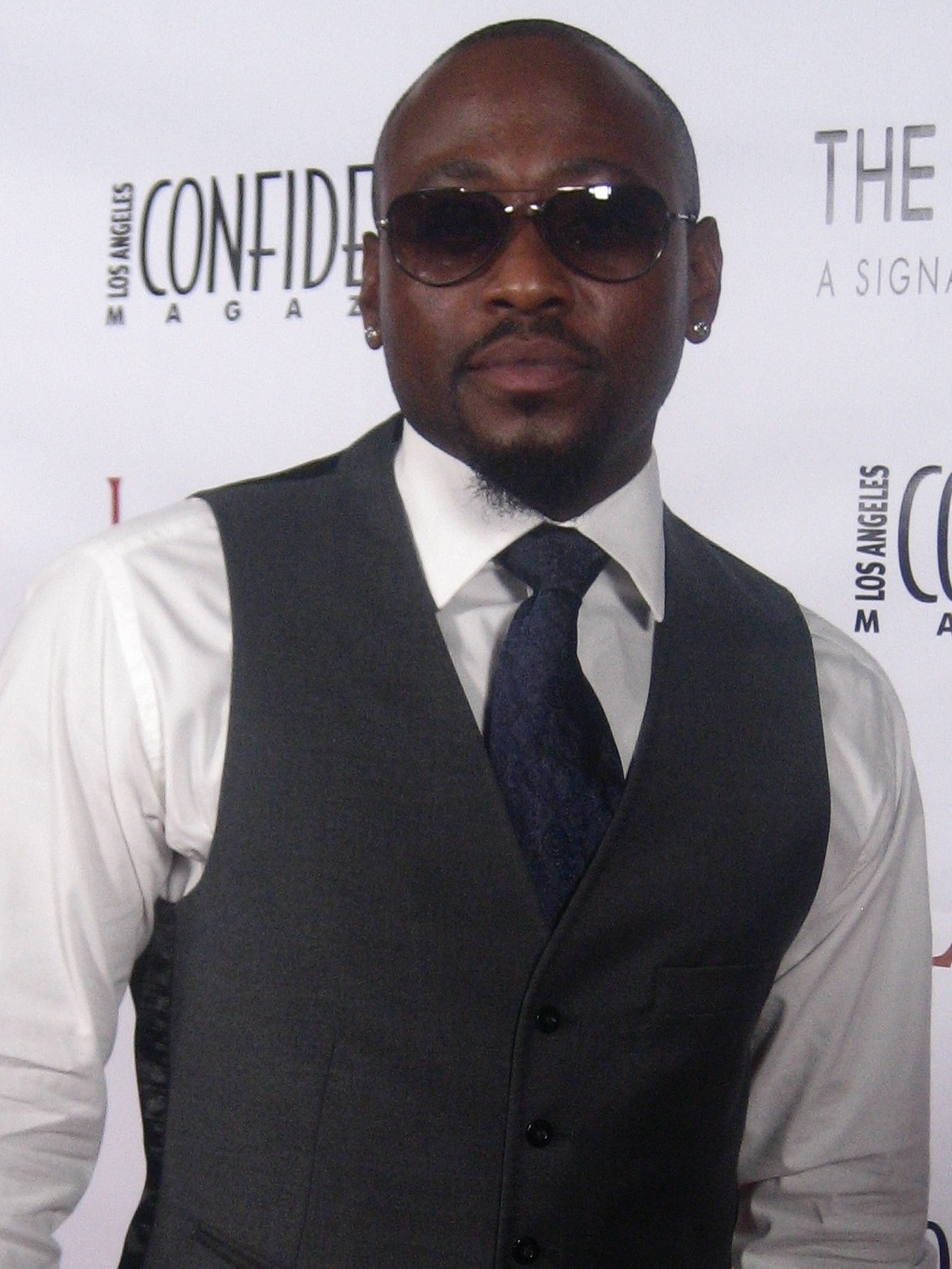

에릭 포먼(Dr. Eric Foreman)은 미국 폭스의 드라마 《하우스》의 등장인물이다. 오마 엡스가 연기하였다.
전문분야는 신경학이다. 어릴 때 16살 때 주거침입으로 체포된 적이 있다. 하우스와 가장 비슷한 성격을 가지고 있지만 그와 닮아가는 자신의 모습에 혐오감을 느낀다. 어머니가 알츠하이머병을 앓고 있으며 아버지는 독실한 기독교 신자이다. 시즌 2에서는 병에 걸려 죽을뻔한 적이 있으며 데이트하는 상대는 간혹 있지만 깊은 관계를 원하지 않는다.